# 巴耶西約 (洪都拉斯)
巴耶西約（西班牙語：Vallecillo），是洪都拉斯的城鎮，位於該國中部，由弗朗西斯科-莫拉桑省負責管轄，始建於1986年12月5日，面積234.33平方公里，海拔高度1,012米，2001年人口6,353，人口密度每平方公里27.11人。
14°31′0″N 87°24′0″W / 14.51667°N 87.40000°W